# Silnice I/22
Die Silnice I/22 (tschechisch für: „Straße I. Klasse 22“) ist eine tschechische Staatsstraße (Straße I. Klasse).

## Verlauf

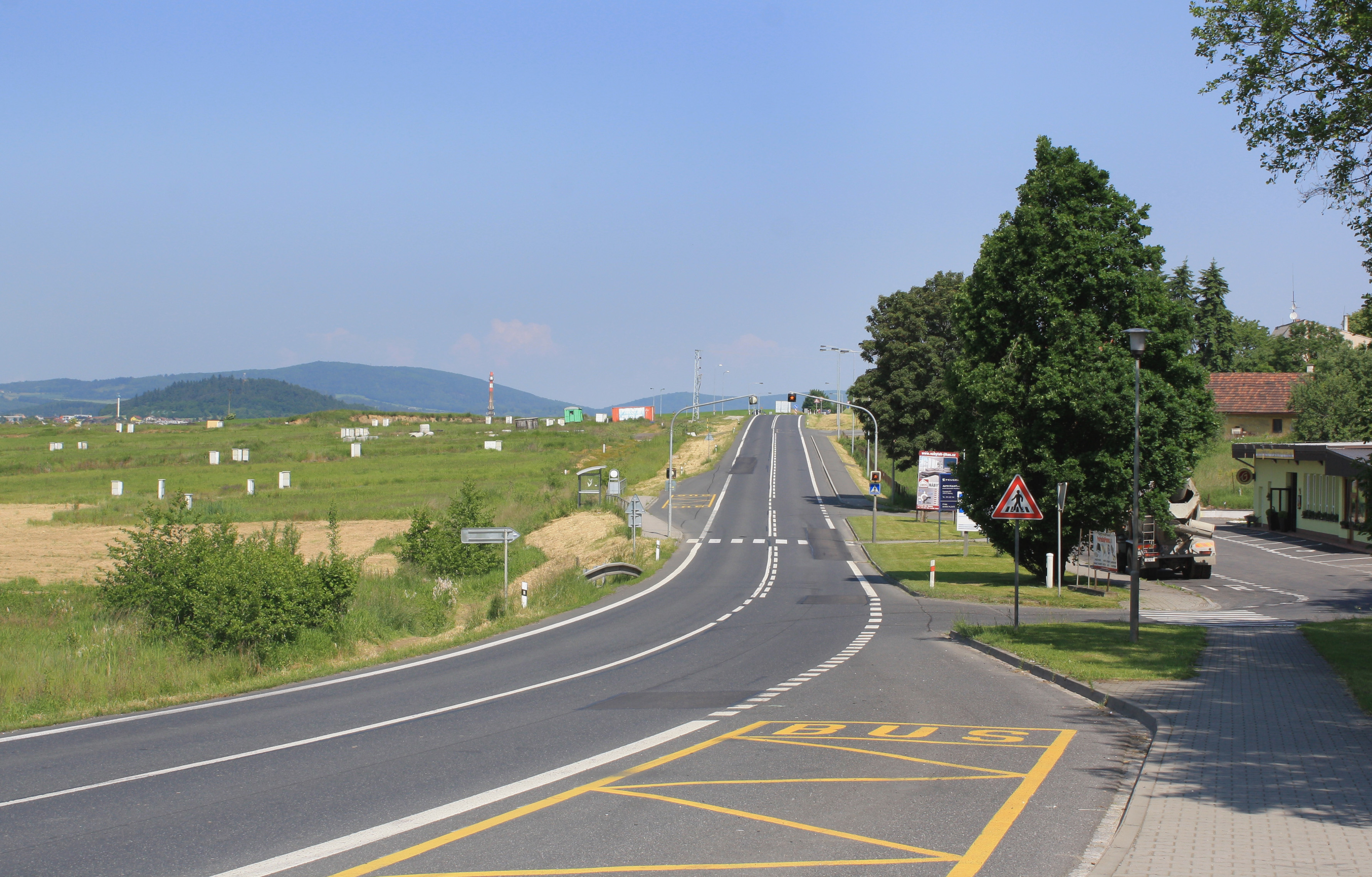
Die Straße in Sobětice bei Klatovy

Die Straße beginnt in Draženov (Trassenau), wo sie von der Silnice I/26 nach Osten abzweigt. Sie verläuft von dort über Domažlice (Taus) und Klatovy (Klattau), wo die Silnice I/27 (Europastraße 53) kreuzt, Horažďovice (Horaschdowitz) und Strakonice (Strakonitz), wo die Silnice I/4 kreuzt, nach Vodňany (Wodnian), an dessen nördlichem Stadtrand sie auf die Silnice I/20 (Europastraße 49) trifft und an dieser endet.
Die Länge der Straße beträgt knapp 111 Kilometer.

## Geschichte
Von 1940 bis 1945 bildete die Straße einen Teil der Reichsstraße 92.